# Mustafa Sayar
Mustafa Sayar (Karadeniz Ereğli, 22 d'abril de 1989) és un ciclista turc, professional des del 2011 i actualment a l'equip Torku Şekerspor. El juliol de 2013 s'anuncià que havia donat positiu per EPO durant la disputa del Tour d'Algèria el març anterior. Va ser suspès durant dos anys i els seus resultats foren anul·lats.

## Palmarès
- 2009
  -  Campió de Turquia sub-23 en ruta
- 2011
  - 1r al Tour d'Isparta i vencedor d'una etapa
- 2013
  - 1r al Volta a Turquia i vencedor d'una etapa
- 2016
  - Vencedor d'una etapa al Tour d'Ankara
- 2018
  - Vencedor d'una etapa al Tour de Capadòcia
- 2019
  - 1r a la Bursa Yildirim Bayezit Race